# Cimitero monumentale di Cosala
Il cimitero monumentale di Cosala, ufficialmente noto come cimitero cittadino di Cosala (in croato gradsko groblje Kozala), è il maggiore luogo di sepoltura di Fiume e uno dei più importanti cimiteri della Croazia.
È situato nel rione di Cosala (Kozala) presso la foce del fiume Eneo nel golfo del Quarnero.

## Storia
Le origini del cimitero risalgono al 1781 quando il primo appezzamento di terra destinato alla costruzione del cimitero, un orto di proprietà di Francesco Saverio Zuzulich venne acquistato dal comune di Fiume.
L'inaugurazione ufficiale del cimitero avvenne il 1º dicembre 1838. Nel cimitero sono presenti mausolei e tombe di diversi stili, dal neogotico allo stile liberty allo storicismo e al neoclassicismo.
Durante il Natale di sangue del 1920 nei pressi del cimitero ci furono violenti combattimenti tra arditi e Alpini.

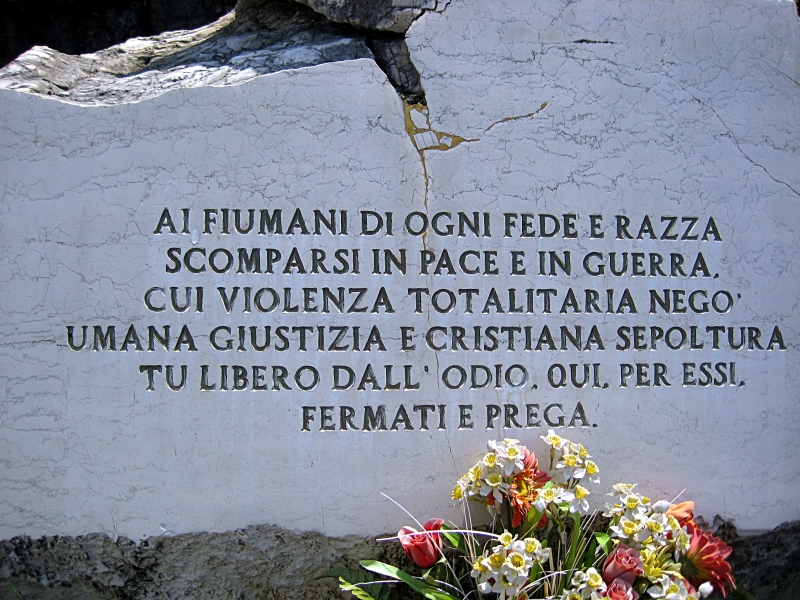
Lapide votiva nel cimitero di Cosala.

Nel 1930 venne costruito su progetto dell'architetto Bruno Angheben l'ossario contenente i resti di 300 soldati italiani morti di stenti, malattie o ferite nei campi di prigionia austro-ungarici di San Pietro del Carso (Pivka) e Cirquenizza (Crikvenica) nella prima guerra mondiale, e 32 caduti del cosiddetto Natale di sangue del 1920.
Il 10 ottobre 2001 il cimitero è stato dichiarato monumento nazionale croato.
A metà novembre 2013 una forte bora ha provocato il danneggiamento di 175 tombe e ha causato danni per quasi 3,5 milione di kune (circa 450.000 euro).

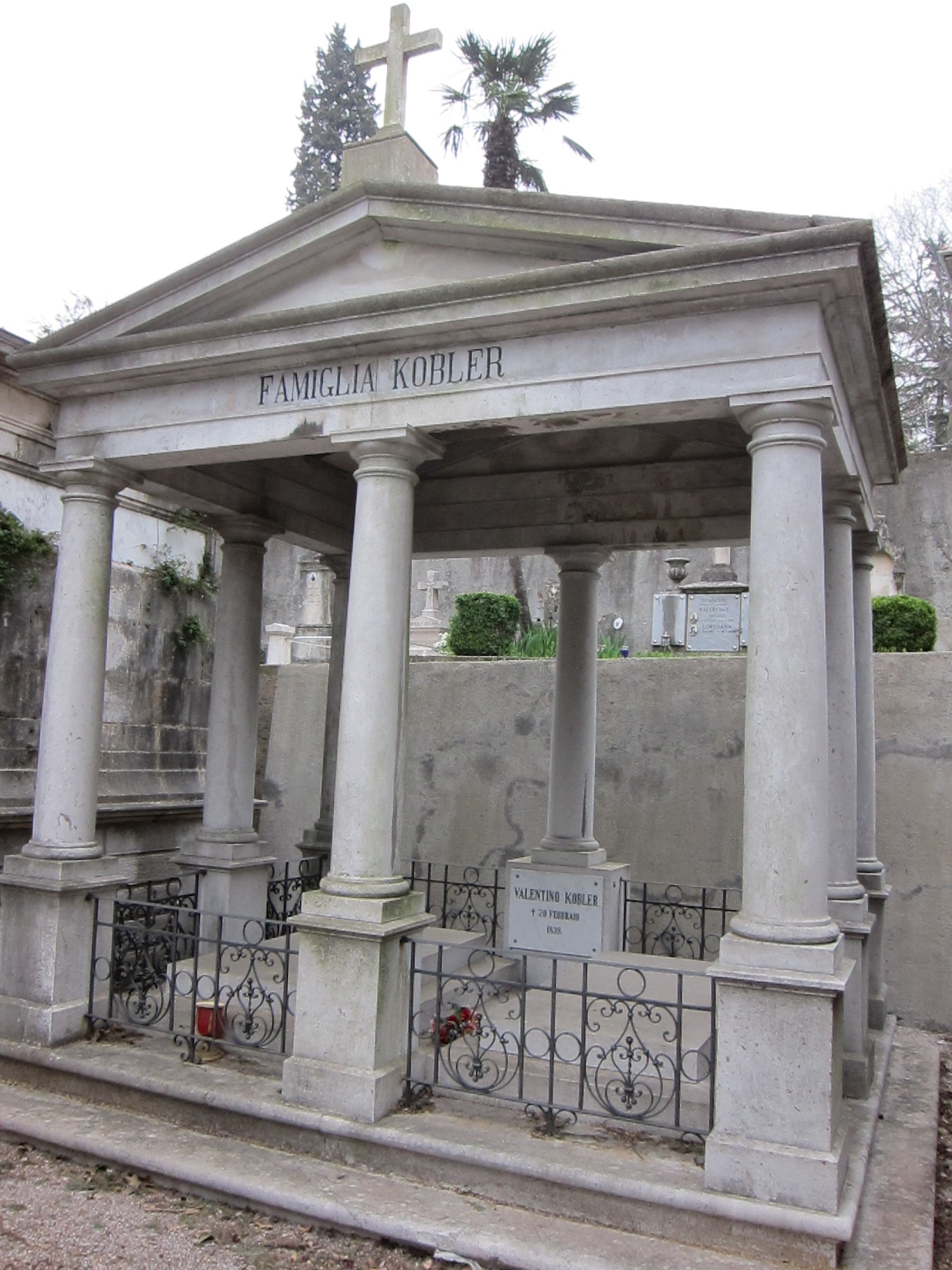
Mausoleo della famiglia Kobler nel cimitero di Cosala.

## Persone sepolte nel cimitero di Cosala
- Andrea Lodovico Adamich (1766-1828), uomo d'affari e politico, fu la personalità più importante a Fiume nella prima metà del XIX secolo.
- Erazmo Barčić (1830-1913), politico e patriota.
- Maria Crocifissa Cosulich (1852-1922), religiosa elevata agli altari come beata, fino alla sua riesumazione nel 2011 le sue spoglie si trovavano nel cimitero[5].
- Giovanni de Ciotta (1824-1903), politico e podestà di Fiume, eletto al parlamento ungherese.
- Josip Gorup (1834-1912), imprenditore e mecenate.
- Antonio Grossich (1849-1926), medico e politico nativo di Draguccio, consegnò simbolicamente nel 1924 le chiavi della città al re d'Italia Vittorio Emanuele III.
- Giovanni Kobler (1811-1893), storico.
- Franjo Kresnik (1869-1943), medico e musicista.
- Charles Meynier (1768-1832), pittore francese.
- Luigi Ossoinack (1849–1904), imprenditore e politico autonomista.
- Osvaldo Ramous (1905-1981), poeta e scrittore.
- Romolo Venucci (1903-1976), pittore.
- Robert Whitehead (1823-1905), imprenditore, inventò il siluro e a Fiume aprì il Silurificio Whitehead.